# Комнина (Фтиотида)
Ко́мнина (греч. Κόμνινα) — деревня в Греции. Расположена на высоте 125 м над уровнем моря, у подножья гор Калидромон, в 20 км к югу от города Стилис и в 120 километрах к северо-западу от Афин. Административно относится к общине Камена-Вурла в периферийной единице Фтиотида в периферии Центральная Греция. Площадь 11,094 км². Население 254 человека по переписи 2011 года.
У деревни находится северный вход в двойной Калидромский тоннель длиной 9308 м железной дороги Пирей — Салоники. Строительство тоннеля началось в 1997 году, в 2013 году состоялось его открытие, а в феврале 2018 года участок Титорея — Лианокладион завершён и введён в эксплуатацию. Это самый длинный железнодорожный тоннель на Балканах.

## Население
| Год  | Население, человек |
| ---- | ------------------ |
| 1991 | 471                |
| 2001 | 319                |
| 2011 | ↘ 254              |